# ヒーロー・ウォンテッド
『ヒーロー・ウォンテッド』（原題：Hero wanted）は、アメリカ合衆国の映画作品。

## ストーリー
リアムは、妻を交通事故で亡くして以来、生活に物足りなさを感じていたある日、目の前で交通事故が起こり、燃え上がる車中から子供を救い出す。この出来事で彼は街のヒーローとなる。が、やはり妻を亡くしたショックは大きく、立ち直るに迄には至らなかった。そんな時、銀行で働くある女性(ケーラ)に惹かれるようになる。その一目惚れに近い感情が自分を変えてくれると感じた彼は、唯一信頼できる相棒(スウェイン)にある相談を持ちかけるが、仲間の裏切りにより事は思わぬ方向へと進んでしまった・・・

## キャスト
| 役名       | 俳優                         | 日本語吹替 |
| ---------- | ---------------------------- | ---------- |
| リアム     | キューバ・グッディング・Jr   | 西凛太朗   |
| サブコット | レイ・リオッタ               | 高瀬右光   |
| スウェイン | ノーマン・リーダス           | 白熊寛嗣   |
| スキナー   | キム・コーツ                 | 佐々木睦   |
| デレク     | トミー・フラナガン           | 飯島肇     |
| メラニー   | ジーン・スマート             | 新田万紀子 |
| ケーラ     | クリスタ・キャンベル         | 若原美紀   |
| コスモ     | ベン・クロス                 | 磯秀明     |
|            | トッド・ジェンセン           |            |
| マーリー   | サミー・ハンラティ           | 高橋まゆこ |
| ギル       | ゲイリー・ケアンズ2世        | 関直人     |
| リンチ     | スティーヴン・コズロウスキー | 小柳基     |
| ゴーディ   | ポール・サンプソン           | 近藤広務   |
| ステイシー | エイミー・デイヴィス         | 渡辺育子   |